# 上野間の裸まいり
上野間の裸まいり（かみのまのはだかまいり）は、大晦日の深夜から元旦の未明にかけて、愛知県知多郡美浜町上野間地区で行われる祭（裸祭り）である。地元では単に「裸まいり」と呼ばれる。

## 概要
大晦日の夜に上野間地区の16歳～22歳の若衆（男性のみ）が、数人ずつグループになって数え年42歳の厄年の男性の家（「宿」という）へ出かけ、若衆の世話をするお取り持ち（大人の男たち）数人と共に、雑煮を食べて振る舞いを受け、入浴、仮眠をする。
午前0時すぎに越中褌を着用した若者が、それぞれの宿から上野間漁港の海岸まで走りぬけ、越中褌を脱ぎ新田海岸の海水で禊をしてから、お取り持ちが持参した晒の締め込みを着け、一旦宿に戻る。
宿で腰に巻いた荒縄に鈴を結び、鉢巻を締め、わらじを履いて野間神社をはじめ地区の7つの寺社(秋葉神社、大仙寺、多賀神社、二月堂、野間神社、松雄神社、唯心寺,順不同)へ３時間かけ参詣する。野間神社では、かがり火を囲んで、伊勢音頭を歌ったり、酒を飲んだり、記念撮影を行ったりする。概ね夜明け前には祭は終了する。2008年以前は全裸で祭りを行っていたが、参加男子の全裸を撮影するなどの行為が起きるようになり褌着用になった。近年は宿ではなく公民館に特設風呂を設け宿代わりにし、若衆として参加する人が少なくなっている。